# Eugène-Antoine Aizelin
Eugène-Antoine François Aizelin, né le 8 juillet 1821 à Paris, et mort à Paris 5ème le 4 mars 1902, est un sculpteur français.

## Biographie

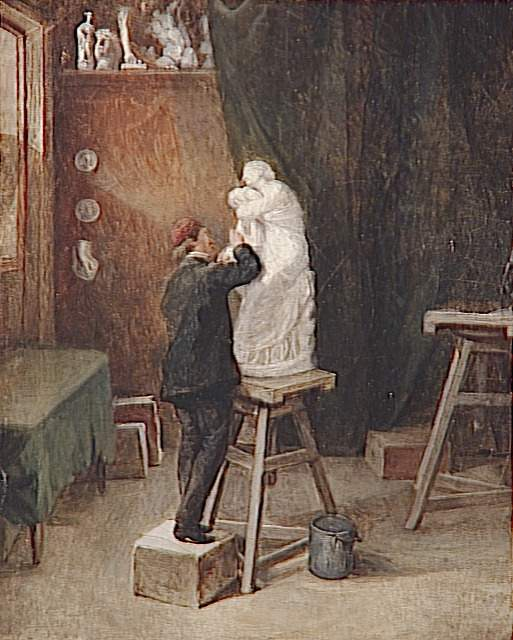
Sophie Aizelin (1817-1882), Eugène Aizelin sculptant sa Sapho, château de Compiègne.

Eugène Aizelin naît au 18, rue de la Vieille-Boucherie du mariage du dessinateur Claude-Jacques Aizelin et de Marie-Louise-Eugénie Delan. Il entre à l'École des beaux-arts le 3 avril 1844 où il est l'élève des sculpteurs Jules Ramey et Auguste Dumont.
Il participe aux Salons de 1852 (où il présente une Sapho, plâtre qu'il présente à nouveau en bronze en 1853) à 1897 et aux Expositions universelles de 1878, 1889 et 1900. Il obtient plusieurs récompenses : une troisième médaille au Salon de 1859 pour le plâtre Nissya au bain suivi d'une deuxième médaille en 1861 pour le même sujet en bronze et d'une deuxième médaille à l'Exposition universelle de 1878. Le modèle en plâtre du groupe Mignon est exposé au Salon de 1880, le marbre est exposé l'année suivante, le bronze est envoyé à l'Exposition universelle de 1889 à laquelle il est récompensé par une médaille d'or.
Aizelin reçoit des commandes pour des monuments parisiens : le théâtre du Châtelet, l'Opéra Garnier, l'hôtel de ville de Paris, le palais du Louvre et les églises de la Trinité et Saint-Roch. Ses œuvres sont éditées en bronze par le fondeur Barbedienne en plusieurs dimensions grâce au réducteur mécanique d'Achille Colas.
Il est nommé chevalier de la Légion d'honneur en 1867, et promu officier du même ordre en 1892.
Il épouse le 7 avril 1850 l'artiste peintre Sophie Aizelin (1817-1882) née Sophie Berger, élève de Desvosges et de Sophie Rude. Jules Martin le dit domicilié au 10, rue Gay-Lussac.

## Œuvres dans les collections publiques

### France
- Beauvais, musée départemental de l'Oise :
  - Psyché, Salon de 1861 ;
  - Raphaël enfant, 1887 ;
  - Le Loup et l'Agneau, Salon de 1892, groupe en plâtre.
- Celles-sur-Belle, mairie : une allégorie féminine.
- Montpellier, musée Fabre : Une Suppliante, 1865, marbre[4].
- Nogent-sur-Seine, musée Camille-Claudel : Diane au bain.
- Paris :
  - cimetière du Père-Lachaise (5e Division) : Charles-Eugène-Adolphe Desforges de Vassens, 1874, médaillon en bronze ornant le frontispice de la chapelle funéraire Chassinte-Colignon[7].
  - église Saint-Roch[4] :
    - Sainte Geneviève, 1872 ;
    - Saint Honoré, 1873, statue en pierre.

  - église de la Sainte-Trinité[4] :
    - Saint Grégoire.
    - Sainte Cyrille.

  - hôtel de ville de Paris, façade : Jean Sylvain Bailly, 1882, statue en pierre, Un archer, Madame de Sévigné[4].
  - musée d'Orsay :
    - Agar et Ismaël, groupe, modèle en plâtre au Salon de 1888, puis réalisé en marbre[8] ;
    - Judith, vers 1889, statuette, esquisse en plâtre[9].
    - Judith, 1889, statue en bronze, envoyée à la fonte sous le régime de Vichy (œuvre détruite)[10].

  - Muséum national d'histoire naturelle : Le Japon, statue en marbre.
  - Opéra Garnier : L'Idylle, 1870.
  - palais du Louvre : L'Idylle, 1874.
- Quimper, musée des Beaux-Arts : Psyché, marbre, 1863[11].

### Japon
- Tokyo, Fuji Art Museum, Ophelia, marbre[12].

## Galerie

Œuvres d'Eugène Aizelin
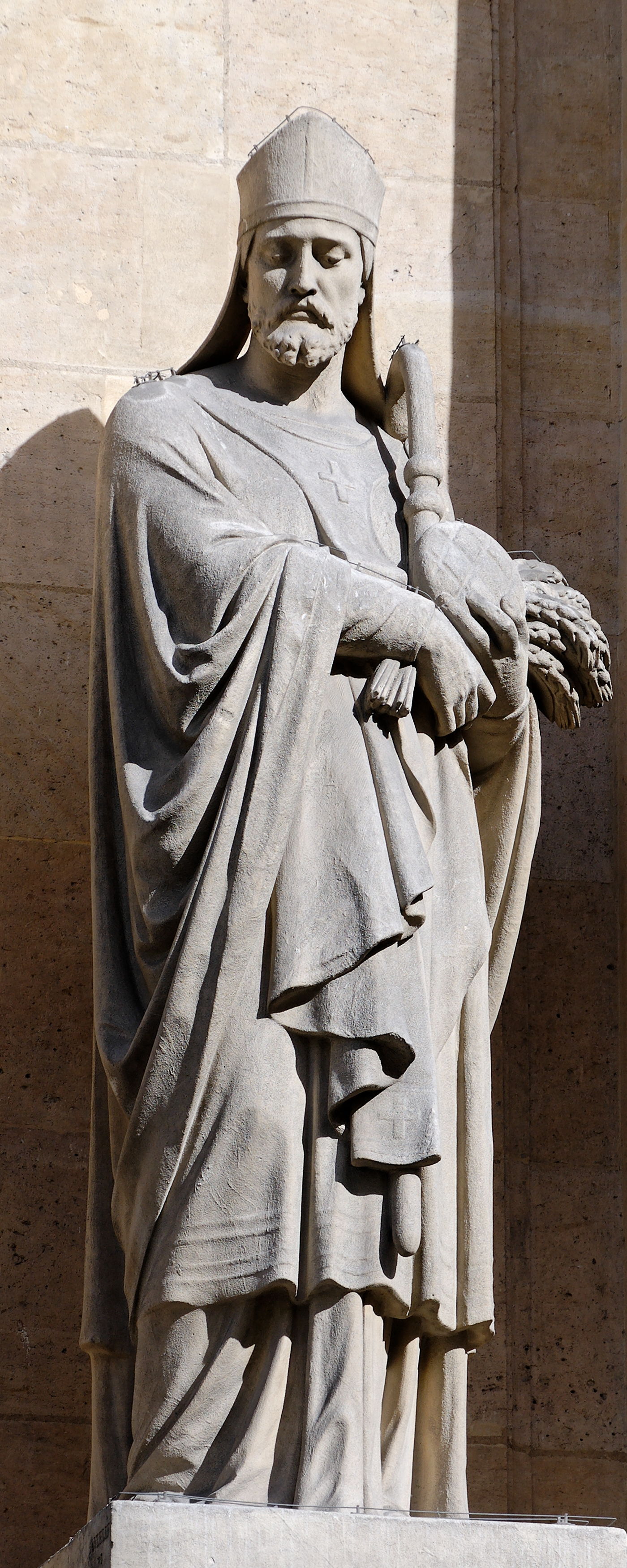
Saint Honoré (1873), Paris, église Saint-Roch.
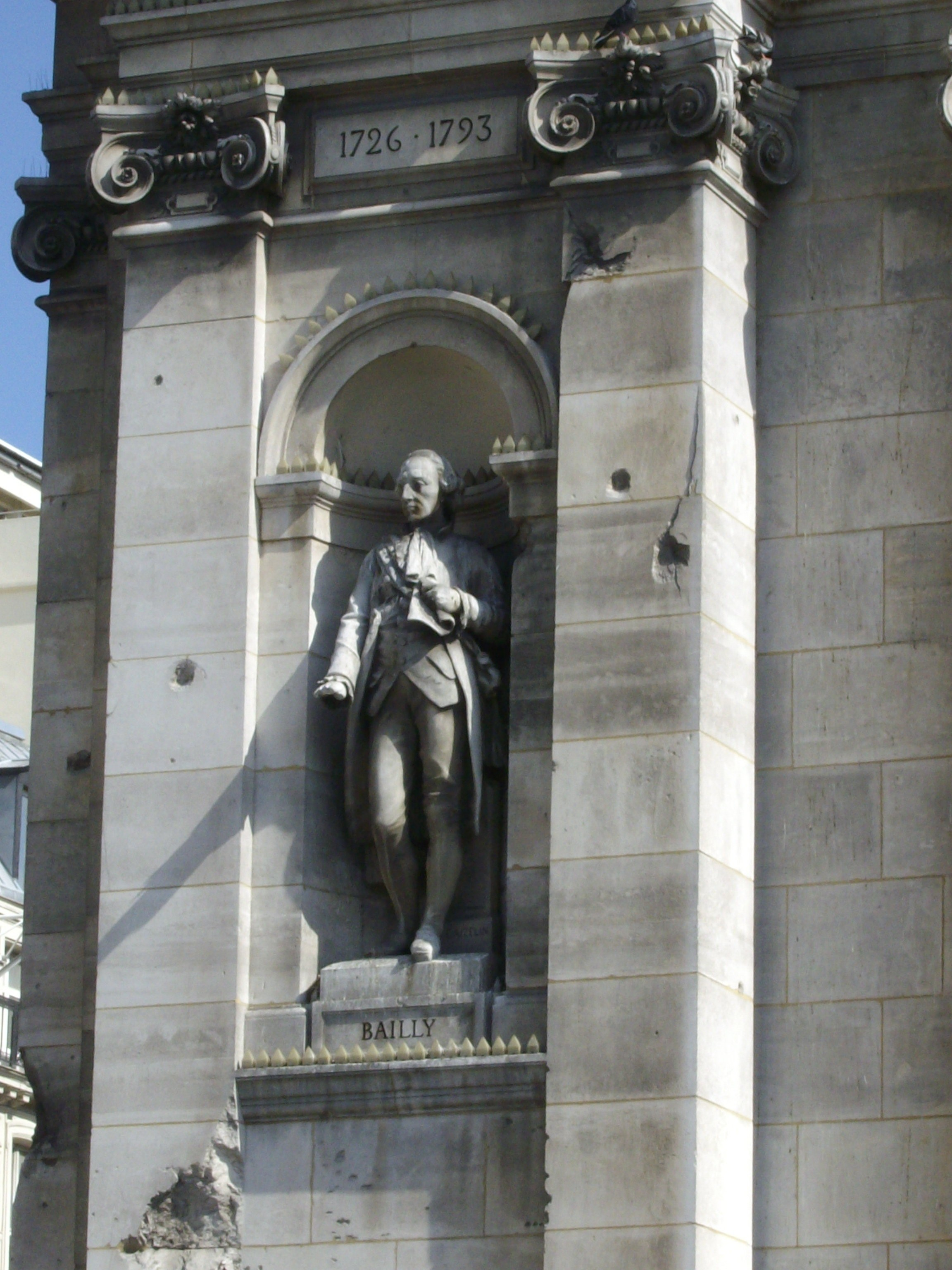
Jean Sylvain Bailly (1882), hôtel de ville de Paris.
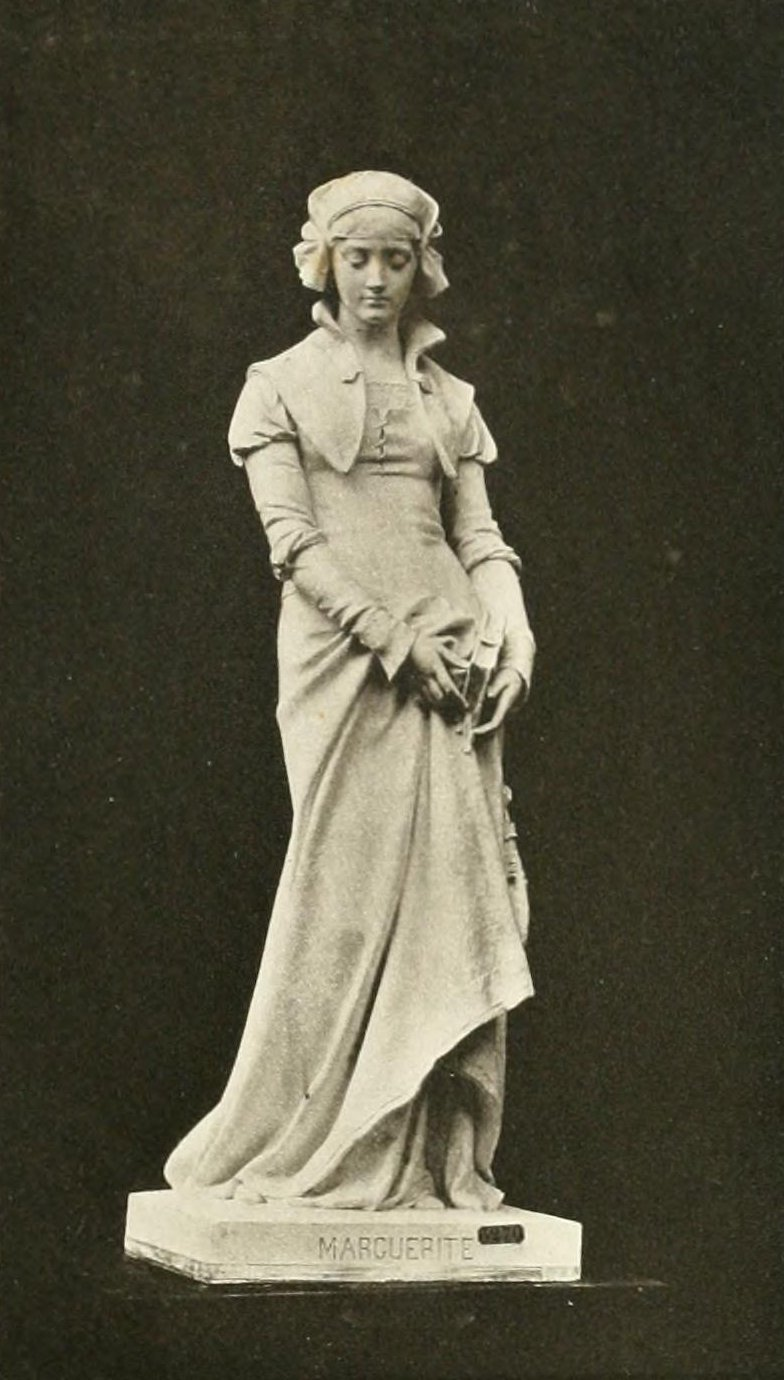
Marguerite (Salon de 1883), localisation inconnue.
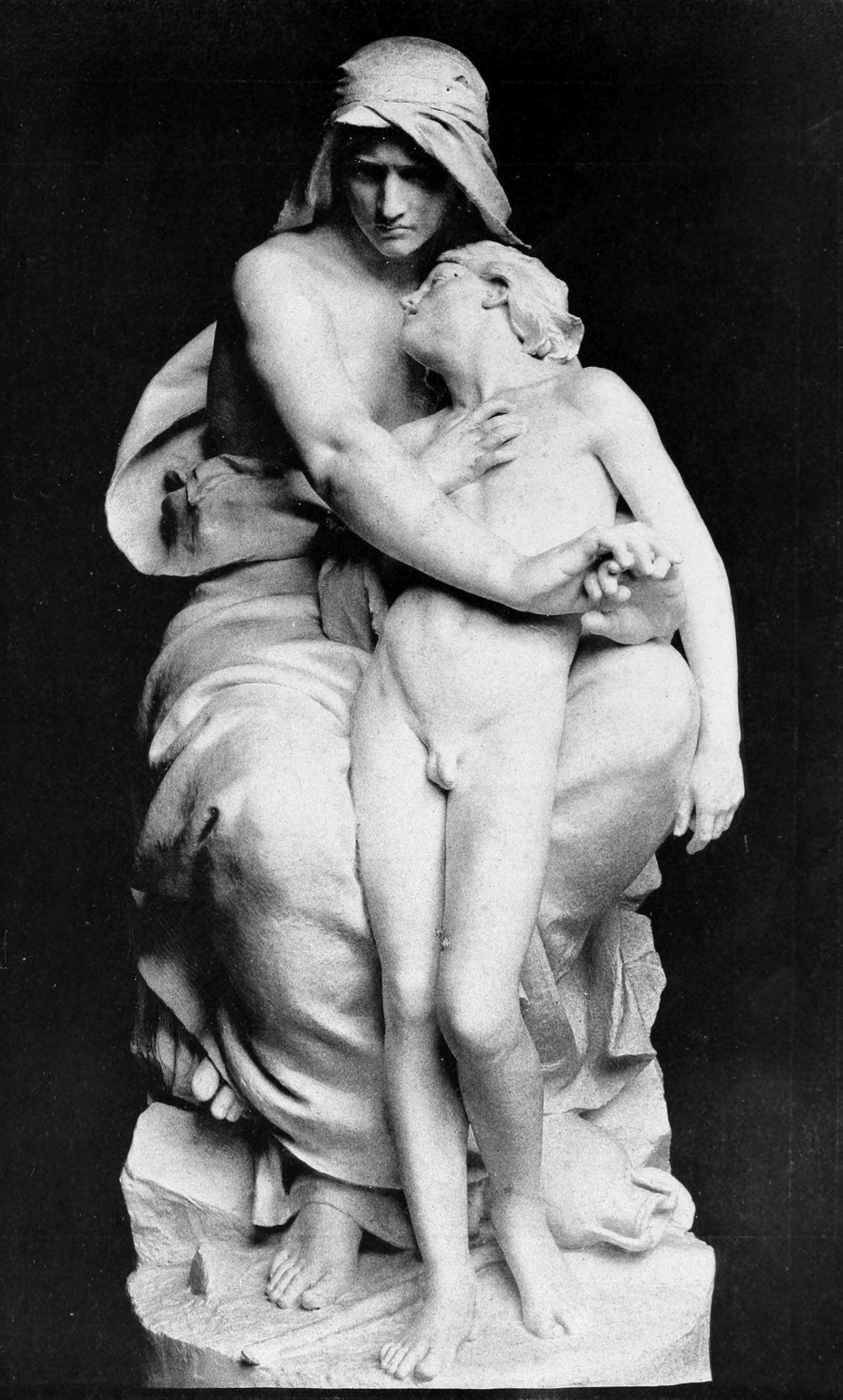
Agar et Ismaël (1889), Paris, musée d'Orsay.
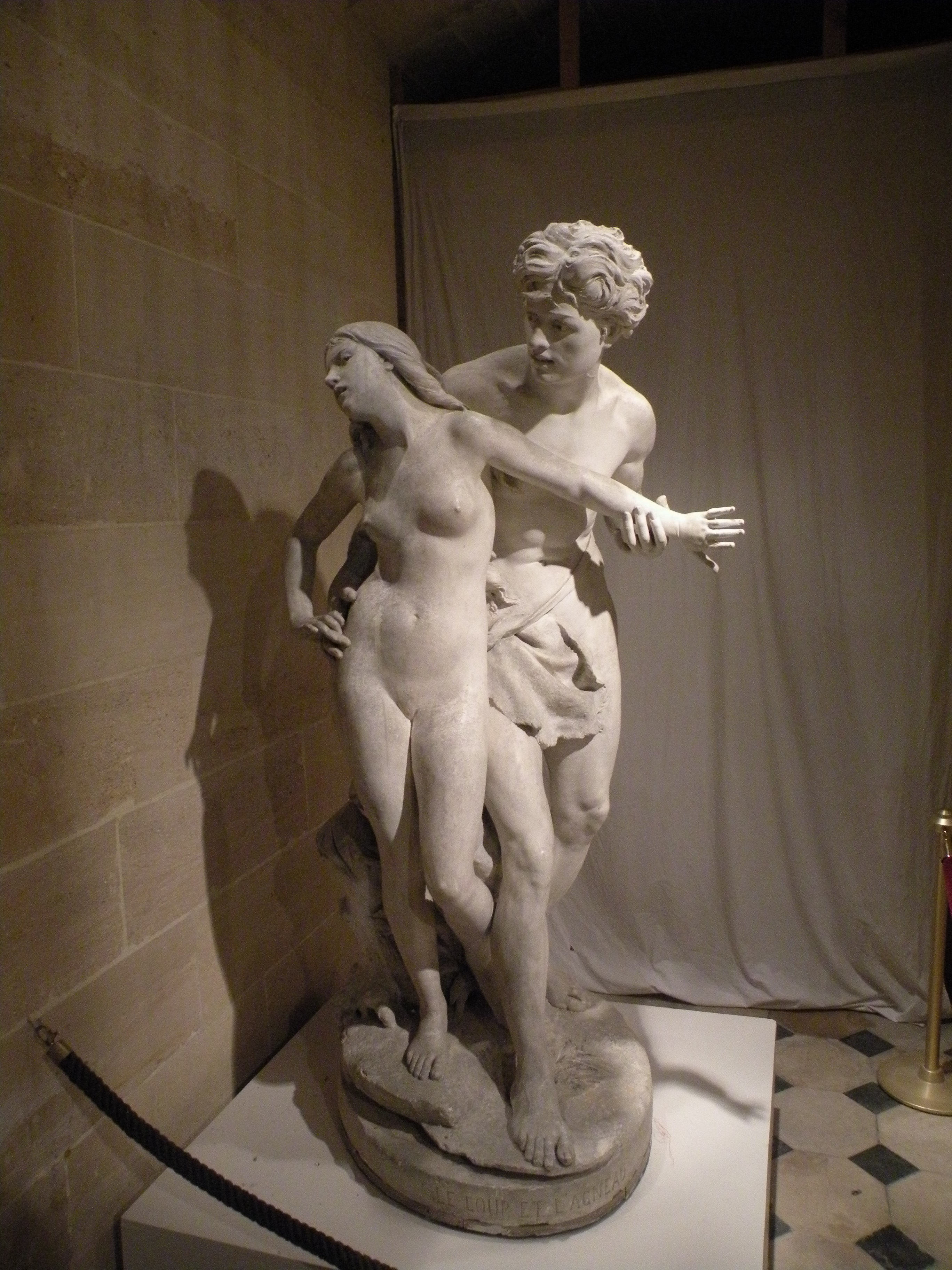
Le Loup et l'Agneau (1892), Beauvais, musée départemental de l'Oise.
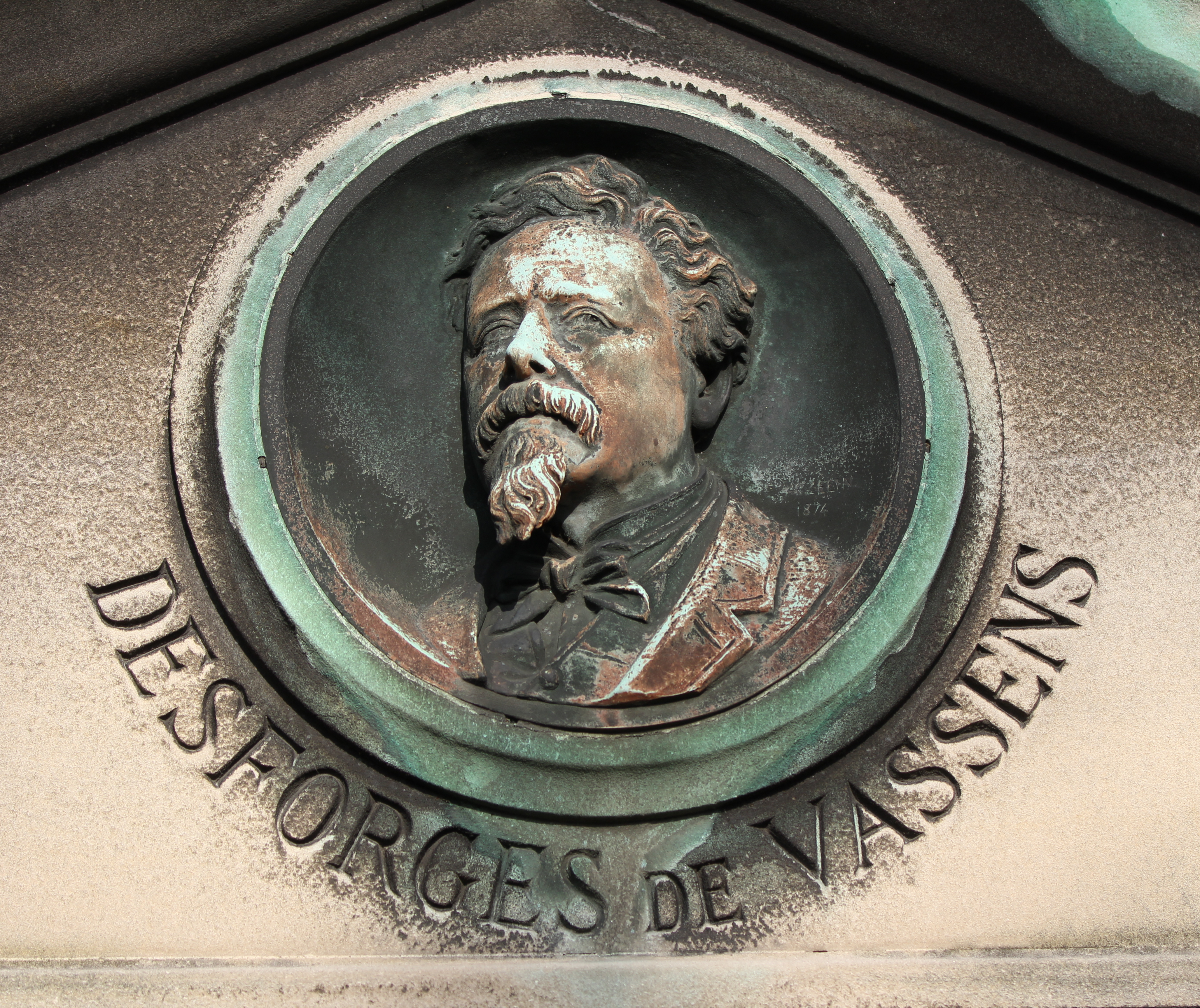
Charles-Eugène-Adolphe Desforges de Vassens, cimetière du Père-Lachaise